# Richard Tousey
Richard Tousey (Somerville, 18 de maio de 1908 — 15 de abril de 1997) foi um astrônomo estadunidense.